# Банных, Валентин
Валентин П. Банных (род. 1941) — советский хоккеист, нападающий.

## Биография
Бо́льшую часть карьеры провёл в команде «Спартак» / «Автомобилист» Свердловск (1960/61 — 1966/67), первые три сезона отыграл в классе «А» 92 матча. Затем выступал за «Спутник» Нижний Тагил (1967/68) и «Шофёр» Свердловск (1968/69 — 1969/70).